# 소화전 렌치

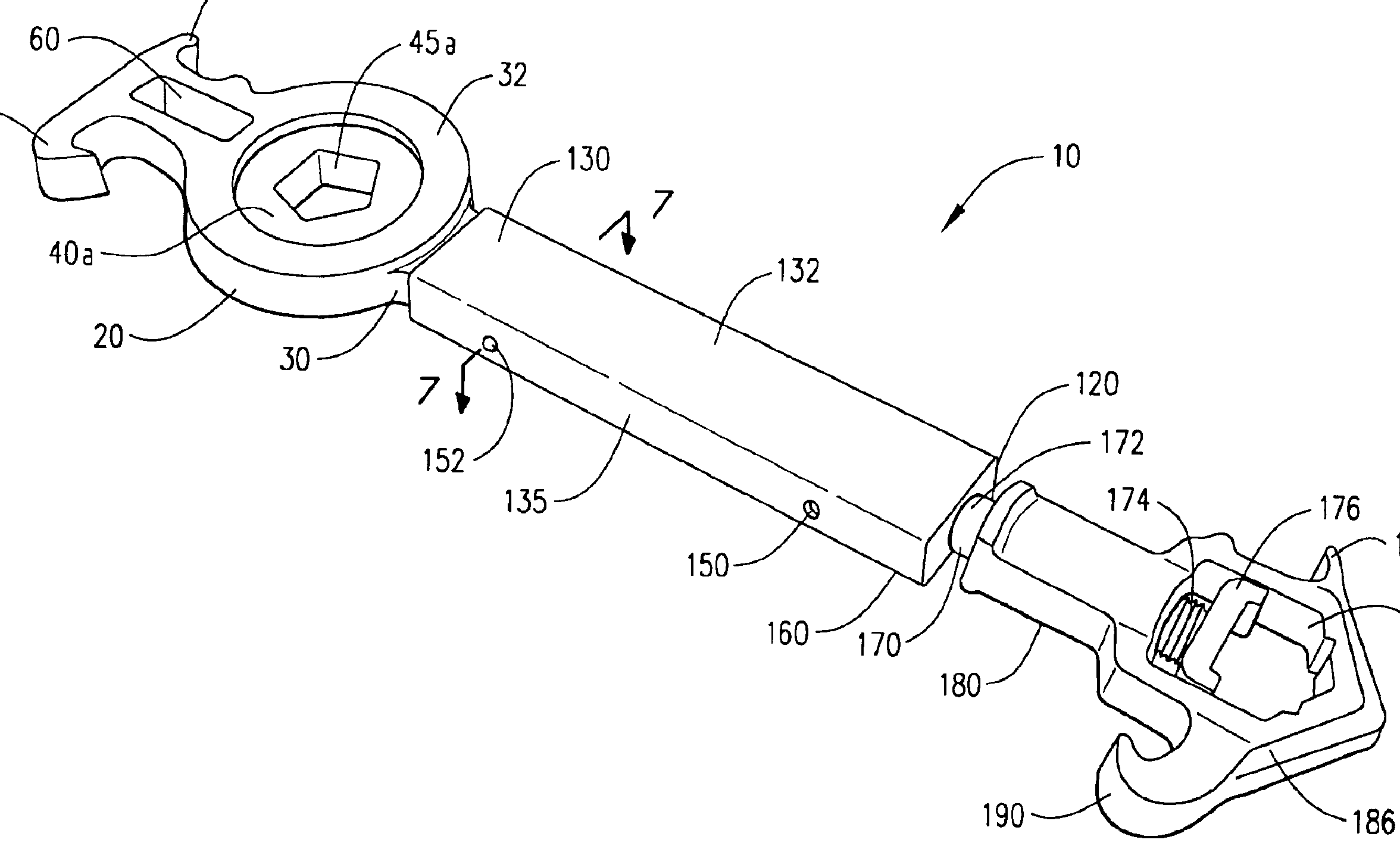
미국 소화전 렌치의 그림

소화전 렌치 (Hydrant wrench)는 소화전 뚜껑을 제거하거나 벨브를 열기 위해 사용하는 도구이다. 다른 크기의 소화전 너트에 맞추어 조정할 수 있다.